# Richard B. Pelzer
Richard B. Pelzer, född 16 juni 1965 i San Francisco, Kalifornien, död 13 september 2019 i Massachusetts, var en självbiografisk författare. Han var bror till Dave Pelzer, berömd för Pojken som kallades Det och fortsättningar.
Efter att Dave Pelzer tagits hand om myndigheterna och placerats i fosterhem övergick modern till att misshandla Richard i stället. Richard växte upp till en destruktiv tonåring.